# Polyrhachis compressicornis
Polyrhachis compressicornis é uma espécie de formiga do gênero Polyrhachis, pertencente à subfamília Formicinae.